# ファイナルファンタジーX-2
『ファイナルファンタジーX-2』（ファイナルファンタジーテンツー、FINAL FANTASY X-2、略称: FFX-2、FF10-2）はスクウェア（現：スクウェア・エニックス）より日本国内では2003年3月13日（北米では2003年11月18日、欧州では2004年2月20日）にPlayStation 2（PS2）用ソフトとして発売されたコンピュータRPG。

## 概要
『ファイナルファンタジーX』の続編（ファイナルファンタジーシリーズでは初の続編作品）であり、日本としてはエニックスと合併する前のスクウェア最後の作品であると同時に、エグゼクティブプロデューサーとして坂口博信が関わった最後の作品でもある。
2004年2月19日に『ファイナルファンタジーX-2 インターナショナル+ラストミッション』（FINAL FANTASY X-2 INTERNATIONAL+LAST MISSION）が合併後のスクウェア・エニックスより発売された。こちらではボイスだけでなく主題歌も英語化されている（日本語字幕付き）。それまでのインターナショナル版とは比べ物にならないほどのイベントの追加が行われた上に、更に本作の後のストーリーであるローグ風のRPGを収録した。
基本的に『FFX』と同等程度のCGであるが、メインのユウナ・リュック・パインはフェイシャルモーションが更に強化された。
本作の『ULTIMANIA』はデジキューブから発売されていたが、同社の破産により『ULTIMANIA Ω』はスクウェア・エニックスから発売された（2004年4月16日の『X-2インターナショナルULTIMANIA』発売に合わせ、ULTIMANIAも再発売されている）。
主題歌はエイベックス所属の歌手である倖田來未が担当しており、ダンスシーンのモーションアクターも兼任した。また、インターナショナル版の主題歌はJade from sweetboxが担当している。
2005年9月8日、オリジナル版が『アルティメットヒッツ ファイナルファンタジーX-2』として低価格化されて再発売された。また、『FFX』とのセット『FFX/FFX-2 アルティメット ボックス』（FINAL FANTASY X/X-2 ULTIMATE BOX）もされた。
2007年1月25日、インターナショナル版が『アルティメットヒッツ ファイナルファンタジーX-2 インターナショナル+ラストミッション』として低価格化されて再発売された。

### 各機種への移植略歴
2011年9月14日に行われたPlayStation Vita（PS VITA）の発表会で、PlayStation 3（PS3）ならびにPS VITA向けにHDリマスター移植されることが明らかになった。HDリマスター版『ファイナルファンタジーX-2 HDリマスター』（FINAL FANTASY X-2 HD Remaster）はそれぞれのハードで2013年12月26日に前作の『ファイナルファンタジーX』とともに同時発売された。Nintendo Switch版およびXbox One版のHDリマスターも2019年4月11日に発売された。PS VITA版以外は『ファイナルファンタジーX』とのバンドル『ファイナルファンタジーX|X-2 HDリマスター』（FINAL FANTASY X|X-2 HD Remaster）で販売されている。

## システム

### バトルシステム
バトルシステムは『FFX』のCTB（カウント・タイム・バトル）ではなく、従来のシリーズと同じATB（アクティブ・タイム・バトル）を採用している（ATB、CTBについてはファイナルファンタジーシリーズ#戦闘を参照）。ただし従来のATBとは異なり、魔法・アイテムなどのコマンドはコマンドの選択後、実行までに更にゲージが現れ一定の待機時間を要する。これは前作のCTB要素を併せ持つATBというテーマのために設定された要素である。また、待機時間はアイテムは短く、効果の高い魔法ほど長い。たとえばケアルやポーションなどの回復魔法・アイテムを選択しても、すぐに発動されるわけではなくしばらく待たなければならないため、発動する前に敵に攻撃されて戦闘不能状態となることもある。
パフォーマンス面としては、前作『X』で一部の戦闘においてのみ実装されていたキャラクターのリアルな影が、今作では全ての戦闘において実装されたことが挙げられる。また複数のキャラクターが同時に行動するため、過去の作品のATBに比べてリアルタイム性が増した一方、個々の行動が把握しづらい場合がある。
本作では、ゲームクリアのために倒さなくてはならない敵の難易度が低めに設定されており、ほぼ全てのボスに勝利できる戦術が存在する。その一方で、オーバーソウルすることによって敵の行動パターンが一変したり、敵が強くなったりする。また、特定ミッションの敵は逆に強くなっているなど、ヘビーユーザーにとっては歯ごたえのある戦闘が楽しめるようになっている。
オーバーソウルシステム
本作では、同じ種族の敵を設定された数だけ倒した後に、同じ種族の敵に出会った場合にオーバーソウルするようになった。オーバーソウルの条件を満たしている場合、戦闘中に同じ種族が2体以上いる場合は1体しかオーバーソウルしないが、発動した敵を無視して逃げても別の戦闘でオーバーソウルする敵は必ず出現し、倒さない限りカウントがリセットされない。
戦闘中でもオーバーソウルすることが可能で、オーバーソウル後はHPが全回復し、状態異常が解除された上で、パラメーターや行動パターンが一変されて、エフェクトも暗く光った状態に変化する。大半の敵はパラメーターが強化されるが、中には行動パターンが発動前とは全く別の行動をとるモンスターもいる。
種族によってはオーバーソウルの条件が異なっている。また、オーバーソウルしない敵（召喚獣など）もいる。
尚、聖ベベル宮地下では、ほぼすべてのオーバーソウル可能な敵が存在しており、条件さえ満たせば、戦わなくても出会うだけでコンプリートが可能となっている。

### ドレスアップ
『FFIII』や『FFV』などのジョブシステムに相当するものとして、「ドレスアップ」というシステムが採用された。従来における「ジョブ」は「ドレス」と呼ばれ、過去のファイナルファンタジーシリーズで登場したジョブをモチーフにしたドレスに加え、『FFX-2』独自のものも用意された。従来のジョブシステムと同様に、それぞれのドレスに対応した衣装の変化、コマンドやアビリティの獲得、能力値の変化などが起こる。従来との相違点としては、戦闘中にも職業を変更できることなどが挙げられる。ドレスアップを行うためには、後述の「ドレスフィア」と「リザルトプレート」が必要となる。またこのドレスアップの導入により、武器・防具の装備という概念はなくなった。ただし、特殊効果を付加する目的のアクセサリー装備は存在する。アクセサリーは2つまで装備が可能で、同じアクセサリーを2つ同時に装備することも可能である。

#### ドレスフィア
「ドレスフィア」は『FFX』から存在する「スフィア」の亜種であり、これによって各ドレスに対応した能力が得られる。初期状態で使用できるアビリティは限られているが、ドレスにはそれぞれ複数の追加アビリティが存在する。各アビリティには習得までのAP（アビリティ・ポイント）が定められており、敵を倒したりコマンドを実行したりする毎に着用中のドレスに対してAPが与えられる。
ドレスフィアはストーリーの進行に従って自動的に入手したり、アイテムとして拾得する。
ガンナー
ユウナの初期装備ドレスフィア。銃を用いた連射や範囲攻撃などをする。
シーフ
リュックの初期装備ドレスフィア。敵のアイテムや金(ギル)に加え、HPやMPなど様々なものを盗む。
戦士
パインの初期装備ドレスフィア。属性剣で攻撃し、ブレイク技で敵能力を低下させる。
歌姫
歌と踊りによる妨害や支援を行う。
黒魔道士
黒魔法による属性攻撃を行う。
白魔道士
白魔法による回復・支援を行う。
魔銃士
敵の特定の攻撃を受けると習得し、その攻撃を出せるようになる。また敵種族特効の攻撃を持つ。
アイテムシューター
2つのアイテムを合成し特殊効果を発揮したり、アイテムの効果を高めたり即座にアイテムを使用したりする。
ダークナイト
様々な異常耐性を持ち、自分の体力を消費して繰り出す範囲攻撃と、妖術(即死や石化などの魔法)を操る。
バーサーカー
高い体力とカウンター能力を持ち、特殊効果を持つ攻撃や操作不能になる代わりに攻撃力が上がるバーサークを使う。
サムライ
体力が減ると威力が上がる、敵の防御力を無視する、倒した敵の数に応じて威力が上がる、敵全体を即死させるなど特殊な攻撃を行う。
ギャンブラー
サイコロやスロットで攻撃力があがったり特殊効果を得たりする。
調教師
ペットを使い攻撃・補助・回復を行う。キャラごとにそのアビリティは異なる。
きぐるみ士
キャラごとにモチーフとなるモンスターが異なり、アビリティも異なる。入手条件が厳しく入手時期も遅い反面、基本能力が高く攻防を問わず多様なアビリティを持ちさらに他のドレスフィアの2つの能力も併用できる。
お祭り士
インターナショナル版、HDリマスター版にて追加。属性攻撃や状態異常攻撃を行う。キャラごとにアビリティが異なる。
サイキッカー
インターナショナル版、HDリマスター版にて追加。短時間無敵になる、属性ダメージを吸収する、敵の背後を取るなどトリッキーなアビリティを持つ。

#### リザルトプレート
ドレスアップを行うためには、戦闘前に「リザルトプレート」と呼ばれる石版にドレスフィアを装着しておく必要がある。リザルトプレートには2〜6個の穴があり、この穴にドレスフィアをはめ込む。そしてこのリザルトプレートを装備し、更にセットされドレスフィアの内の1つを選択することで、各ドレスの能力を得ることができる。またリザルトプレート装備時固有の付加効果も得られる。
リザルトプレートには穴と穴をつなぐ「ライン」が記されており、戦闘中はこのラインで繋がれた別のドレスに「着がえる」ことができる。更に、リザルトプレートのライン上には最大4色の「ゲート」が存在し、このゲートの存在するライン上を通過することで、その戦闘中に限り、各ゲートに対応する付加効果を得ることができる。複数のゲートを通過することで更に強力な効果を得られるプレートも存在する。
リザルトプレートは多種存在し、それぞれ固有の名称を持つ。各プレートは穴の数、ラインの形状、ゲートの数のほか、装備時やゲート通過時に得られる付加効果が異なる。また、リザルトプレートは複数のキャラクターで共有して装備することが可能。

#### スペシャルドレスフィア
3人のプレーヤーキャラクターがそれぞれ固有に持っているドレスフィア。単一バトル内でリザルトプレート上の全てのドレスに着替えると呼び出せる。それぞれ本体と2つの付属パーツで構成される。HPが比較的高く特殊攻撃を持ち、過去のシリーズの召喚獣に近い存在。ドレスフィアと同様にAPでアビリティが増える。ただし、発動した場合には一人でしか活動できない。
フロラフルル
ユウナ専用のスペシャルドレスフィア。付属パーツはライトキーパーとレフトキーパー。
マキナマズル
リュック専用のスペシャルドレスフィア。付属パーツはスマッシャーRとクラッシャーL。
斬騎王
パイン専用のスペシャルドレスフィア。付属パーツは右之翼と左之翼。

### 強くてニューゲーム
過去に『クロノ・トリガー』などで用いられた「強くてニューゲーム」がファイナルファンタジーシリーズでは初めて採用された。本作の「強くてニューゲーム」はクリア後のデータの一部を引き継いで新たにゲームを始められるシステムで、レベルや一部のアイテムなどをのぞく多くのアイテムやギル、アビリティなどをあらかじめ所持した状態でストーリーを進めることができる。

### ミニゲーム
ストーリーを進めると、ブリッツボール、スフィアブレイク（コインを使ったボードゲームの一種）、ナギ平原での多数のミニゲーム、ビーカネル砂漠でのアイテム発掘など数々のミニゲームが遊べるが、どれも難易度が非常に高い。

### コンプリート率
各イベントごとに値が設定されており、特定のセリフを聞くことで習得することができる。コンプリート率によってエンディングが異なり、エンディングの時点でコンプリート率が100%以上に達した場合のみ、本当のエンディングを見ることができる。強くてニューゲームで始めても稼いだデータを引き継げる代わりに、重複での取得はできないようになっている。

### ムービースキップ
『FFVIIインター』（オープニングのみ）と『FFIX』では裏技として存在したもの。今回は、ムービー中にスタートボタンを押した時点で、スキップする方法が表示されるのでわかりやすくなった。スキップできないムービーもある。短時間クリアを目指すユーザーには朗報ではあったが、ムービー分のコンプリート率が入らないというペナルティも付加されている。

## 世界の変化
本記事では『ファイナルファンタジーX』から変化した部分について説明する。
2年前、ユウナ達が『シン』を倒し、スピラはその恐怖から解放された。究極召喚ではなく、エボン教が公認していなかった方法で『シン』が完全に消滅したことから、人々の間に寺院に対する不信が芽生えたが、人々の間で新しい時代を作るエネルギーともなっていた。そんな時、エボンの僧官を自称するトレマが、歴史の真実を発掘することを提唱し、各地にスフィアハンターと呼ばれる人々が現れるきっかけとなった。トレマが提唱したこの運動を真実運動という。
トレマはこの発言で崩壊寸前であったエボン寺院を再びまとめ、新エボン党として再出発させる。しかし新エボン党創立後程なくして、トレマは真実運動で集めたスフィアを持って行方をくらました。その後党首となった者は強硬路線を貫き、後に穏健派による無血クーデターで議長共々失脚。現在はバラライが議長として党をまとめている。
真実運動によって集められたスフィアは、実際にはトレマの懐に集められていた。これに反感を示し、『シン』の消滅後程なくして解散していた討伐隊のヌージが新しく青年同盟を結成、新エボン党と対立を深めていく。
人々の心がエボン教から離れたことにより、ジョゼの寺院は放棄されていた。そこにアルベド族の中でも機械の改良に積極的な者達が集まり、マキナ派を結成する。彼らはこの闘争に中立であり、両組織に種類を問わず機械を供給している。しかしながら、寺院の迫害が無くなったとはいえ民衆の中には機械に対し反感を持ち続けている者がいるのも事実である。中にはマキナ派が扱っている機械を「マキナ」（machina：ラテン語で「機械」）と呼んで、今まで寺院が禁じていた機械とは別だとこじつけている者もいる。
『シン』の脅威から解放されたスピラの住民には遊ぶ余裕さえ生まれていた。その中で、旅行公司の経営者であるリンは新しい遊びであるスフィアブレイクを持ち込み、ブリッツボールのオフシーズンに新たな風を吹き込もうとしていた。寺院による迫害がなくなったため、アルベド族の活動も顕著になってきているのである。
そして召喚士達の生活も変わった。以前のように目的の達成=死であり、しかもその途中で死ぬこともあり得るという、いかなる形でも死という結末しかなかった時代は終わり、彼らも召喚士としての自分を過去の物として新たな生活を送っており、中にはスフィアハンターになった者も少なくない。
2年前、シーモアにその大多数を殺されたロンゾ族であったが、わずかな生き残りが今もガガゼト山で暮らしている。キマリが長老として彼らをまとめてはいるが、若者の中にはグアド族への復讐に走る者が多く、キマリの頭を悩ませている。また、ガガゼト山の奥にあった祈り子像が力を失い、山の頂上を覆っていた霧が晴れている。
マカラーニャにあった寺院は、そこにあった祈り子像が力を失ったために水没し、そのため森の様子も一変、森自体が破滅の様相を呈している。そのためか、マカラーニャ湖畔に店を構えていたオオアカ屋は経営の危機に立たされており、アルベド族に追われている。また、森にはかつてシーモアを中心にして行なった非礼を詫びる意味で、自ら滅びの道を選んだグアド族がひっそりと暮らしている。その関係上、現在グアドサラムの一角にある異界の状態は不安定であり異界参りをすることはできない。
また、『シン』の消滅により以前に比べて人々が長旅をするのが楽になり、『シン』を倒すために訪れる場所として特に重要な位置づけであったザナルカンドやナギ平原は、すっかり観光地となってしまっている。

## ストーリー
本作ではストーリーレベルと呼ばれる、ストーリーの進行度を表す段階という物が設定されている。以下、そのレベルごとに主要なミッションを挙げる。

### ストーリーレベル0
本セクションは実際にはストーリーレベル1の部分であるが、強制進行の冒頭ミッションを便宜上レベル0として扱う。
ユウナ達が持っていたリザルトプレートが奪われた。それを取り戻すべくユウナたちはルカにやって来たが、ルカは偽物のユウナのコンサートで賑わっていた。リュックとパインは強引にコンサートに乱入する。逃げるニセユウナを追いかけている内にルブランの部下であるウノーとサノーに包囲されるが、そこに本物のユウナが現われ、ユウナに化けていたルブランも正体を現す。バトルの末、ユウナ達はリザルトプレートを取り戻し、飛空艇に引き上げる。
その後、ガガゼト山の頂上にある遺跡でスフィアの反応が出る。ユウナ達は調査のために山に降りるが、そこにルブラン達も来ていた。一戦交えた後煙玉で逃げたルブラン達であったが、アクシデント（ルブラン達が逃走した後カウントダウンが行われるが、その制限時間以内に頂上にたどり着けたかどうかで2種類の展開がある）により頂上にあるスフィアはユウナ達の手に渡る。

### ストーリーレベル1
ビサイド島に戻ってきたユウナ。一夜を過ごした後、ワッカが島の洞窟に向かう。彼は幼い頃に亡くした両親の秘密を求めて、亡き弟チャップが隠したスフィアを探していた。しかし洞窟にあったスフィアはワッカが探していた物ではなかった。
今や観光地と化したザナルカンドの遺跡にもスフィアの反応があった。ユウナ達は遺跡の奥からスフィアを手に入れるが、そのスフィアは割れていた。
上記の2つのスフィアを手に入れた後、今度はキーリカ寺院にもスフィア反応が出る。新エボン党と青年同盟の争いの元であったスフィアをカモメ団がかすめ取り、次の段階へ進む。

### ストーリーレベル2
キーリカ寺院でかすめ取ったスフィアには、1000年前に作られた機械兵器ヴェグナガンが映っていた。その危険さを感じ取ったカモメ団は、このスフィアをどちらかの組織に渡すことにする（新エボン党と青年同盟のどちらに渡すかを選択可能で、一部イベントに影響する）。スフィアを渡して戻ると、ザナルカンドで拾ったスフィアの破片が盗まれており、替わりにルブラン一味からのメッセージが入ったスフィアが置かれていた。
ジョゼ街道・ビーカネル砂漠のオアシス・ガガゼト山で一味の戦闘服を手に入れた一行は、グアドサラムにある一味のアジトに潜入する。様々な仕掛けを解除し発見したスフィア（ちなみにザナルカンド遺跡で手に入れたスフィアと、ルブラン達が持っていたスフィアの破片が合わさった物である）には、ヴェグナガンがベベルの地下にあるという事実が映っていた。それを破壊するためにベベルの地下に潜入するが、奥でユウナ達が見つけたのは、かつて共に戦った召喚獣の1人バハムートであった……。なぜ消滅したはずの召喚獣が現われたのか? そして何故ユウナ達に襲いかかったのか? 謎を残したままストーリーはLv3に続く。

### ストーリーレベル3
ビサイド・キーリカ・ジョゼの寺院から魔物が出たという情報が飛び込んできた。ジョゼ寺院の魔物はマキナ派が抗戦しているとのことなので、それ以外の2カ所から魔物討伐を始めることにした一行だったが、ビサイド寺院ではヴァルファーレ、キーリカ寺院ではイフリートと、ここでも召喚獣が襲いかかってくる。
両寺院の魔物を制圧すると、ジョゼ寺院で戦っていたギップルが姿を消すという事件が発生する（ちなみに、この時にベベルの地下に行くと密会する3人を見ることができる上、3人の秘密に関わるスフィアも入手可能）。ジョゼ寺院ではマキナと融合したイクシオンと戦うことになるが、倒した後祈り子の間に空いた穴を調べている内にユウナがイクシオンによって穴の中に落とされる（ここでストーリー展開に重要な意味を持つイベントが発生するが、そのためにはグアドサラムでイベントをこなす必要がある）。

### ストーリーレベル4
各地で新エボン党と青年同盟の争いが起きているため、ユウナ達は争いを収めるべく大コンサートを開催することにした。幻光河で借金取りに追われるトーブリを捕まえてコンサートの話を持ちかけ、観客が集まる雷平原の魔物を討伐するのが本段階で行なうことである。なお、ストーリーレベル3にて各地にスフィアを設置しておく（各地をそれぞれ一周すればシンラ君がスフィアを設置するイベントが発生）とストーリーレベル4で各地の様子を映像で飛空艇にて見ることが可能になる。

### ストーリーレベル5
雷平原でのコンサートで両組織の対立は収束へ向かい、ユウナ達は遂にスピラを消滅させようと起動したヴェグナガンを破壊するため、1000年の時を越えた物語に決着をつけるため、ヌージ、ギップル、ルブラン一味らと共闘して異界での最終決戦に挑む。異界にはビサイド・キーリカ・ジョゼ・ベベルの寺院にある祈り子の間にあいた穴から突入することが可能（イベントをクリアすることによりナギ平原からも進入可能）。異界に向かう途中でシヴァ・メーガス3姉妹・アニマと戦うことになる。その後異界の深淵にある様々な仕掛けを解除しながら進み、その奥にいるヴェグナガンを破壊する。ヴェグナガンを破壊した後はエンディングとなるが、ストーリーレベル3の最後にある重要なイベントをクリアしていた場合、その後のイベントの展開によってはこの2年間ユウナが抱き続けていた憂鬱が解消されるエンディングとなる。コンプリート率が100%になっている場合はさらにその先の特典映像が追加される。

### レンとシューインの物語
1000年前、機械仕掛けの夢のような街ザナルカンドと、破壊専用の機械を大量に所持する都市ベベルの間に戦争が起きる（機械戦争）。ベベルは破壊能力の高い機械を大量に用いたのに対し、ザナルカンドは召喚士しか対抗策がなかった。そのため戦局はベベルが圧倒的に有利でザナルカンドは破滅寸前だった。ザナルカンドの召喚士は戦争に召集され、次々と死んでいく。ザナルカンドの有名な歌姫レンも優秀な召喚士であったため招集がかかったが、彼女の恋人シューインはレンが戦争に行ってしまうことを断固阻止すべく、封印されていたベベル最強の機械兵器ヴェグナガンを乗っ取り、この機械戦争に終止符を打とうとしていた。一度は乗っ取りに失敗したシューインは、レンを守るためもう一度ヴェグナガンを乗っ取ろうとする。ヴェグナガンの操縦席でクラヴィツィンを弾くシューイン。それに応えヴェグナガンも次第に起動し始める。巨大な砲塔が姿を現し、乗っ取り成功と思われたそのときだった。
「やめて!!」響き渡る声。シューインがヴェグナガンの操縦席から思わず振り向いた先には、レンが両手を広げ叫んでいた。レンの元に走りより、固く抱擁したその時、待っていたかのようにスポットライトが2人を照らした。同時に駆け寄るベベルの兵士達が2人に銃口を向ける。レンとシューインは互いを見つめあい、レンがシューインに最後の言葉を言おうとしたその時、銃が一斉に火を噴き2人を貫いた。レンは最後の力を振り絞って言葉を言おうとするが、声が出ない。結局レンの言葉はシューインに伝わることなく「歌姫」のドレスフィアに宿る…。
ストーリーレベル1を完遂した後に行われるイベントを中座したユウナが見た夢の内容として登場する。

## 登場キャラクター

### カモメ団（Gullwings）
ユウナ（Yuna）
声 - 青木麻由子（日本版）、ヘディ・バーレス（インターナショナル版）
演 - 青木麻由子
本作の主人公で、前作のヒロイン。19歳。普段装備しているドレスフィアは「ガンナー」で武器は二丁拳銃の「タイニービー」。『シン』を倒し、大召喚士となってからはビサイド島にこもりきりだったが、キミ（ティーダ）に似ている青年が映っているスフィアの映像の真実を追って「カモメ団」に入る。ユ・リ・パの中では最年長。『FFX』ではおしとやかな召喚士だったが、現在はその身分を隠す目的もあって快活な性格を装っている。2年前に「永遠のナギ節」を実現した大召喚士として、スピラではその名を知らぬ者はいないほどの有名人となっている。そのためか、「カモメ団」の世間的リーダーになってしまっている。
髪型や言動はティーダからの影響。服装もティーダとジェクトに影響されたと思われるようなものだが、召喚士時代を思わせるアクセサリーも見られる。戦士のドレスフィア装備時に至っては剣の構え方やモーションが完全にティーダと同じ。ティーダのことは今でもずっと想い続けている。
なお本作では前作で召喚獣がシンと共に異界へ行ってしまったため召喚士ではない。
リュック（Rikku）
声 - 松本まりか（日本版）、タラ・ストロング（インターナショナル版）
演 - 松田夏穂
前作『FFX』のパーティメンバーの1人。ユウナのいとこであるアルベド族の少女で17歳。普段装備しているドレスフィアは「シーフ」で武器はダガーを逆手に持ち二刀流で戦う。誰もが認める、カモメ団のニギヤカ担当かつムードメーカー。ティーダに似ている青年が映っているスフィアを発見し、ユウナをカモメ団に誘った。前作では雷嫌いだったが、雷平原での一週間のキャンプで克服した。感情的なアニキを冷静にあしらっているが、兄弟仲は悪くは無い様子。
パイン（Paine）
声 - 豊口めぐみ（日本版）、グウェンドリン・ヨー（インターナショナル版）
演 - 吉田羊右子
クールな女剣士で18歳。普段装備しているドレスフィアは「剣士」で武器は髑髏のレリーフのある大剣を装備。銀色に近い灰色の髪に赤い瞳を持つ。スフィアハンター本来の仕事に忠実。クールかつ強気な皮肉屋で、過去を聞かれることを嫌う。「シメる」「ひんむく」が口癖。その一方で意外にノリが良かったり、「尊敬ポイント」で他人を採点しているなどユニークな一面もあるが、ユウナ達のことは仲間として尊敬している。かつては2年前に寺院が密かに訓練させていた『シン』討伐隊「アカギ隊」の候補生の記録員であり、彼女が記録していた当時の候補者であるヌージ、バラライ、ギップルとは旧知の仲である。彼らとは意気投合していたが、2年前のとある出来事がきっかけでバラバラになってしまい、再会が叶った今も、その時のわだかまりと過去に触れられたくないという想いから、冷淡な態度を取っている。
『キングダム ハーツII』ではユウナ、リュックと共に登場（ちなみにユウナ、リュックは『FFX』で登場したにもかかわらず登場作品は『FFX-2』のみになっている）。
アニキ（Brother）
声 - 山口隆行（日本版）、デヴィッド・ラズナー（インターナショナル版）
演 - 森田成一
リュックの兄でカモメ団団長。本名は不明で、家族にも「アニキ」と呼ばれているらしい。『FFX』では標準語を話す事は出来なかったが、本作ではユウナと話したいがために標準語を練習して話せるようになった。しかし興奮するとアルベド語になってしまう。ユウナが好きでしょうがない。「カモメ団のリーダー」なのだが、世間からはユウナがリーダーだと勘違いされていて、事実、物語とカモメ団に深く関わる選択肢は全てユウナに任されている。
移動用の飛空艇も彼が操縦しているらしいのだが、自動操縦でも十分に作動するため、リュックに「アニキがいなくても何も問題ない」と言われる始末。カモメ団の中では1番幸運に恵まれていない人物。
ちなみに、インターナショナル版でのとあるクリーチャーの魔物人生の中に、なんと名前：アニキという記述がある。
ダチ（Buddy）
声 - 多比良健（日本版）、オギー・バンクス（インターナショナル版）
アニキの幼なじみ。本名は彼らの間でも謎。情報解析担当でカモメ団のナンバー2にあたる存在。一見しっかり者のようだが大雑把で面倒なことを嫌い、トラブルからは逃れたいと思っている。『FFX』でも飛空艇に乗っていたが、そのことは『FFX』では明かされていない。
シンラ（Shinra）
声 - 渡辺明乃（日本版）、パメラ・アドロン（インターナショナル版）
常にガスマスクのようなアルベド族の民族衣装に身を包む天才少年。カモメ団ではスフィアの解析担当。通信スフィアなどを発明した。語尾は“〜だし”。分からない事を聞かれるなど都合が悪くなると「僕まだ子供だし」と言って逃げる。『FINAL FANTASY X-2 ULTIMANIA Ω』の開発者インタビューでは、「後に『星の研究』をするためカモメ団を脱退した後、異界の奥より画期的なエネルギー源である『魔晄エネルギー』を発見し、『ファイナルファンタジーVII』に登場する神羅カンパニーの始祖となった」という裏設定が存在することを明かしている。インターナショナル版では、追加要素であるクリーチャークリエイトのある一連イベントをこなす事で、シンラ君がモンスター「最強シンラ君」に変身し、魔物の王となるべくコロシアムに参戦、ユウナ達の敵として立ちはだかることになる。最強シンラ君カップで「最強シンラ君」を倒すと任意で仲間にすることができる。
マスター（Barkeep）
声 - 諏訪部順一（日本版）、ジョン・ディマジオ（インターナショナル版）
飛空艇内にあるバーのマスターを務めるハイペロ族。本名は不明。時々アニキの愚痴を聞いたりしている。ある条件を満たせば「ダーリン」という恋人が登場し、熱愛っぷりをアニキに見せつける。
マスター以外のハイペロ族の声も日本版では諏訪部が担当。

### 青年同盟（Youth League）
ヌージ（Nooj）
声 - 神奈延年（日本版）、ジョージ・ニューバーン（インターナショナル版）
演 - 石井淳
青年同盟盟主で、「死にたがり」の二つ名を持つ。21歳。今は片方の手足が義手、義足になっている。元・アカギ隊の候補生で、同じグループであったバラライ、ギップルと、自分達の記録員であったパインとは旧知の仲である。
2年前にアカギ隊が全滅してしまった最後の演習で彼等と共に生き残り、寺院から逃亡する。しかし彼は最終演習の時に訪れた「封印の洞窟」でシューインに憑依されており、仲間達と共に再会を誓って別れた直後にバラライとギップルを背後から銃で撃ち、更にそれを目撃したパインまで撃ってしまった。その後2年間、彼はシューインに憑依されたままであったが、シューインがバラライに乗り移った時に解放された。
戦闘能力は義手義足となった今でも高く、戦闘時は普段持った杖をつかずに、マキナ製の義手義足と拳銃を駆使して戦う。
ルチル（Lucil）
声 - 大原さやか（日本版）、キャンディ・ミロ（インターナショナル版）
青年同盟中隊長。青年同盟でナンバー2の地位。部下からの信頼は厚い。経営手腕がないヌージに代わり組織の運営全体を取り仕切っている。
エルマ（Elma）
声 - 桃森すもも（日本版）、ジュリア・デミタ（インターナショナル版）
青年同盟の部隊長。ルチルを誰よりも尊敬している。
クラスコ（Clasko）
声 - 山口隆行（日本版）、マット・K・ミラー（インターナショナル版）
青年同盟に所属するも未だに自分の居場所を求めている気弱な青年。チョコボが大好き。
ヤイバル（Yaibal）
声 - 中井将貴（日本版）、スコット・メンヴィル（インターナショナル版）
青年同盟で小隊長を勤める。早とちりしやすい性格。
マローダ（Maroda）
声 - 中井将貴（日本版）、ロビー・リスト（インターナショナル版）
青年同盟に所属する諜報員。イサールの弟であり、かつて彼のガードをしていた。
ベクレム（Beclem）
声 - 咲野俊介（日本版）、アダム・ポール（インターナショナル版）
ビサイドへ派遣され、ビサイド・オーラカのメンバー達をしごく仮面の男。厳格な人物で、優柔不断気味なワッカに対しては特に辛辣に当たる。
ドナ（Dona）
声 - 葛城七穂（日本版）、キャンディ・ミロ（インターナショナル版）
かつてのユウナのライバル。現在はキーリカ住民の内、青年同盟側のリーダー。新エボン党である元ガードのバルテロとはすれ違いの日々が続いているが、内心では彼のことを心配している。なお今でも召喚士である。

### 新エボン党（New Yevon Party）
バラライ（Baralai）
声 - 蘇武健治（日本版）、ジョシュア・ゴメス（インターナショナル版）
演 - 菊間明彦
新エボン党の現議長。20歳。出身はベベル。穏やかな物腰とは裏腹に文武両道。元・アカギ隊の候補生で、パイン、ヌージ、ギップルとはその当時の仲。
最終演習の時に「封印の洞窟」にてシューインの憎しみに触れたことで、スピラを滅ぼしかねない兵器「ヴェグナガン」の存在をヌージ、ギップルと共に知り、寺院から逃亡した後は幻で見た「ヴェグナガン」について調べる事と、4人で再会する約束をして別れるが、その直後にギップルと共に背後からヌージに撃たれる。そのことが原因でヌージに対して不信感を抱くようになり、ベベルの寺院の地下に眠る「ヴェグナガン」について独自に調査していた。アカギ隊全滅の後、追っ手から逃げていたが、当時シーモアがキノックと権力争いをしていたことから、「敵の敵は味方」の発想でグアドサラムに赴き、シーモアの食客となっていた。
戦闘能力も高く、武器は両端にチャクラムのような刃が付いたロッド。
バルテロ（Barthello）
声 - 石丸純（日本版）、ジョン・ディマジオ（インターナショナル版）
かつてのドナの恋人でありガードをしていた男。現在は思想の対立からすれ違いの日々を送るが、生涯彼女のガードであり続けたいと思っている。
トレマ（Trema）
声 - 陶山章央（日本版）、 デヴィッド・ラズナー（インターナショナル版）
初代新エボン党党首。真実運動を提唱するが、それで集めたスフィアを持って姿をくらます。特定の条件を満たすと戦うことが出来る。正体は幻光虫と魔物を自在に操る能力を持つ死人で、『FFX』ではナギ平原で訓練場を経営しており、この時の通常とは比にならない程の強靭な魔物を作り出していたのも、前述の能力によるもの。
新エボン党2代目党首
本作開始の1年前、失踪したトレマに代わり、新エボン党の党首に収まった人物。原理主義者ではあったが、求道者に相応しいストイックさと、若い世代の未来を案ずる心を持ち合わせていた初代とは対照的な俗物で、息子を議長に据え、党内に独裁体制を敷こうとしていた。あまつさえ、世界を滅ぼすほどの力を持ったヴェグナガンに手を出そうとしていたため、バラライにクーデターを起こされ、寺院から放逐された。実はかつてのユウナの婚約者であったシーモアの死を良いことに、息子をその後釜に据えようと画策していたが、前述の放逐に伴い、事実上の破談となった。

### その他の人々
ギップル（Gippal）
声 - 鈴村健一（日本版）、リック・ゴメス（インターナショナル版）
演 - 森田成一
マキナ派リーダーであるアルベド族の青年。18歳。元・アカギ隊の候補生で、パイン、ヌージ、バラライとは旧知の仲であり、彼曰く「複雑な四角関係」。最終演習の時に「封印の洞窟」にてシューインの憎しみに捕らわれ、ヌージとバラライと武器を向け合ったが、パインの叫びによって我に返った。その後4人で何とか生き残って洞窟から脱出したが、アカギ隊の実態を知ったことへの口封じのために指揮官達に撃たれそうになり、逃亡。4人でいつか再会することを約束して別れたが、その直後にヌージに撃たれてしまう。現在はジョゼ寺院を拠点に活動している。
戦闘能力も高く、武器はエレキギターのような形状の、様々な武器を内蔵したマキナを使いこなす。
シド（Cid）
声 - 坂口候一（日本版）、マイケル・マクシェーン（インターナショナル版）
アルベド族族長。リュックとアニキの父親で、ユウナの伯父でもある。ホーム再建のためザナルカンドで観光業を始める。しかしその行動がユウナとリュックの反感を買ってしまう。
イベントを進めるとやがて雷平原にて新たな洞窟を発見、奥地にてユウナ達に保護され飛空艇に乗る。
ルブラン（Leblanc）
声 - 安原聡美（日本版）、マササ・モヨ（インターナショナル版）
スフィアハンターの一派“ルブラン一味”の首領で、オープニングで歌っていた偽ユウナの正体。部下からは「ルブラン様」や「お嬢」と呼ばれており、部下からの信頼は厚い。ヌージに惚れ込んでおり、彼のためにスフィアハントをしている。彼女曰く「たまに見せる笑顔がたまらない」とか。カモメ団とはスフィアを巡って何度も対立していたが、後に仲間として共闘することになる。戦闘能力も中々で、ハリセンのような大きな鉄扇を武器に衝撃波を放って戦う。ウノー、サノーとの合同技「アディオスハリケーン」は強力。
ウノー（Ormi）
声 - 古島清孝
ルブランの部下。ずんぐりした巨体に大きな円盾を背負った、亀を想起させる格好をしている。性格は豪快であり、間の抜けているところもある。サノーとは古くからコンビを組んでいた。円盾をその怪力で投げつけて戦う。スフィアハンター転身以前は、サノー共々ベベル寺院の僧兵の１人で、アカギ隊選抜試験にも関わっていた。
サノー（Logos）
声 - 飛田展男（日本版）、S・スコット・ブロック（インターナショナル版）
ルブランの部下。芝居がかった話し方をする。ウノーとは異なり長身痩躯で、時折ウノーをたしなめているが、ドジを踏む事も多い。二丁の拳銃を使って戦う。
ナーダラ（Nhadala）
声 - 大原さやか（日本版）、デイジー・トーメ（インターナショナル版）
ビーカネル島の発掘キャンプのリーダー。
ベンゾ（Benzo）
声 - 夏樹リオ（日本版）、ディー・ブラッドリー・ベイカー（インターナショナル版）
ビーカネル島の発掘キャンプの中で唯一、サボテンの言葉がわかる少年。
イサール（Isaaru）
声 - 陶山章央
シドの元で観光業の手伝いをする元召喚士。生真面目な性格は相も変わらず。
パッセ（Pacce）
声 - くまいもとこ（日本版）、グウェンドリン・ヨー（インターナショナル版）
スフィアハンター“こども団”団長。かつて兄イサールのガードをしていた。
シェリンダ（Shelinda）
声 - 長沢美樹（日本版）、サリー・リン（インターナショナル版）
前作ではエボン寺院に属し、現在はルカでTVのレポーターをしている。
ヒクリ（hikuri）
声 - 夏樹リオ
チョコボを求めてミヘン街道を走り回る少女。2年前ユウナと会った事がある。急激に身長が伸びている。クラスコと同じくチョコボ好きだが、彼ほどではない。
トーブリ（Tobli）
声 - 石川英郎（日本版）、ロブ・ポールセン（インターナショナル版）
幻光河でイベントプロモーターをしているペルペル族。「ういうい」が口癖。
ワッカ（Wakka）
声 - 中井和哉（日本版）、ジョン・ディマジオ（インターナショナル版）
かつてのユウナのガードの1人。ルールーと結婚しており、少し太った。子供が生まれる時期が近づくにつれ、父親としてのあり方について悩んでいく。
なお、インターナショナル版のクリーチャークリエイトで彼だけが仲間にできないが、これは敵も味方も動き回る本作の戦闘仕様上、彼のボールを投げるという一連の戦闘スタイルを取り入れる事が出来なかった為である。
ルールー（Lulu）
声 - 夏樹リオ（日本版）、ポーラ・ティソ（インターナショナル版）
かつてのユウナのガードの1人。ワッカと結婚してワッカとの赤ん坊を妊娠中。ユウナのことは、今でも姉のように見守っている。
キマリ＝ロンゾ（Kimahri-Ronso）
声 - 長克巳（日本版）、ジョン・ディマジオ（インターナショナル版）
かつてのユウナのガードの1人。現在はロンゾ族の長老を務めている。グアド族に対する復讐を企てる若者達に悩んでいる。頭部の角は前作開始前、修行中に先輩のロンゾ（ビランとエンケ）に折られてしまっている。
ガリク＝ロンゾ（Garik-Ronso）
声 - 鉄野正豊（日本版）、ジャック・フレッチャー（インターナショナル版）
ロンゾ族の青年。グアド族に反感を持っており、若衆をまとめグアド族に復讐しようと企てている。復讐を認めないキマリとは不仲で、臆病者だと罵っている。
トワメル＝グアド（Tromell-Guado）
声 - 石野竜三（日本版）、コーリー・バートン（インターナショナル版）
かつてのシーモアの従者。シーモアのことで意気消沈しており、種族全体で滅びの路を取ろうとしている。イベントを進めると散り散りになっていたグアド族をグアドサラムに引き連れ、彼らの新たな族長となる。ストーリー進行の進め方によってはロンゾ族に殺される事もある。
シーモア＝グアド（Seymour-Guado）
声 - 諏訪部順一（日本版）、アレックス・フェルナンデス（インターナショナル版）
故人。本作では映像スフィアの過去の記録映像で登場するのみ。
シューイン（Shuyin）
声 - 森田成一（日本版）、ジェームズ・アーノルド・テイラー（インターナショナル版）
演 - 森田成一
本作の最終ボス。1000年前のザナルカンドの青年で、ティーダによく似た人物。ユウナがスフィアハンターになるきっかけであったスフィアに映っていたのは、ティーダではなく彼である。恋人であり、召喚士でもあるレンを救うためベベルに封印されていた「ヴェグナガン」を起動させてしまうが、彼を止めようとしたレン共々、駆けつけた兵士達に撃たれ死亡した。しかし、レンを守れなかった無念が強すぎて、死んだ時の彼の負の感情だけが独立、具現化した残留思念として“影”が生まれてしまう。この経緯からも分かるように、負の感情が独立し歪んだ“影”であるため、本来の彼の性格からかけ離れた存在に変化しており、消えたいと願っても消えることもできずに、自分を含めてスピラそのものを滅ぼすことを望んでいる。
「シューインの“影”」はキノコ街道の「封印の洞窟」に幻光体として留まっていた。そこに訪れた者達を彼の憎しみと絶望によって殺し合いをさせ、2年前にアカギ隊を全滅させた。「シューインの“影”」はその時洞窟にいたヌージに憑依し、洞窟から脱出し寺院から逃亡した後は、バラライ、ギップル、パインを撃った。以後はスピラを滅ぼすために「ヴェグナガン」を再び起動させるべく、ヌージとしてその在処を調べている。やがてグアドサラムでルブランからヴェグナガンの情報を入手、密かにベベルに潜入し、最下層に眠るヴェグナガンを起動させようとしたが、ヌージ本人のヴェグナガンを破壊しようとする意志に反応してヴェグナガンが自ら逃亡してしまった為に失敗。自らの分身を追わせるのみになった。この時、ヴェグナガンの異変を伝えるべく復活した祈り子たちがシューインの思念に汚染され、召喚獣が魔物と化してスピラの各地に放たれた。後に憑依対象をヌージからバラライへと変更、異界の核にてヴェグナガンを起動させてスピラを壊滅させようとするが、ユウナ達の妨害により失敗。その直後に見た歌姫となったユウナの姿を見てレンと思い込むが、レンでないと判断すると即座にユウナ達に襲い掛かる。
ティーダに酷似しているだけあって、その戦闘スタイルもティーダの物とほぼ同一である。
敗北後はユウナのドレスフィアから独立したレンの想いと寄り添い合いながら消滅した。
レン（Lenne）
声 - 倖田來未（日本版）、クリー・サマー（インターナショナル版）
演 - 倖田來未
1000年前のザナルカンドの歌姫で、ユウナのドレススフィア歌姫のモデル。歌姫であったと同時に召喚士としての素養もあり、機械戦争の時に召喚士として前線に出されることが決まっていた。彼女が戦争に駆り出されるのを阻止するため、恋人のシューインは「ヴェグナガン」を起動させようとし、彼女はシューインの行動を阻もうとするが、2人は共に駆けつけた兵士達に撃たれて亡くなった。伝えられなかったシューインへの想いは、ユウナのドレススフィアに宿っている。異界の核における「シューインの“影”」の敗北後はユウナのドレスフィアから想いが独立、“影”と寄り添いながら、ユウナ達に「ありがとう」と言い残し、“影”と共に消滅した。

## ファイナルファンタジーX-2 インターナショナル+ラストミッション
『ファイナルファンタジーX-2』の北米版を基にマイナーチェンジされた。ラストミッションはダンジョン型RPGで、本編とは別のモードとなっている。また、後述するHDリマスター版にはこちらのバージョンが収録されている。

### 主な変更点
キャラクターボイスの変更
『ファイナルファンタジーX インターナショナル』と違い、音声のみ英語となり名前や一部表現（祈り子←→フェイス等）は日本版と同じ。字幕も日本語のみである。なお、HDリマスター版では音声は日本語となる。
一部ムービーの仕様変更
一部のムービーはレターボックス仕様に変更された。
一部のドレスフィア、リザルトプレートを追加
ドレスフィア2種、リザルトプレート4種追加した。
新機能の追加
新たにクリーチャークリエイトと魔物コロシアムを追加した。魔物を捕獲、育成することができ、育てた魔物は戦闘に参加することができる。また、育てた魔物の人生を見ることもできる。それ限定のエンディングも2種追加された。他にもヌージたち等一部のサブキャラクター、そしてワッカを除く前作のパーティメンバーたち(前作で一度だけ操作できたシーモアも該当)を仲間に加えることも可能となった。
バトルメンバーの追加
上記のクリーチャークリエイト追加に伴い、ユウナ、リュック、パイン以外のキャラクターの戦闘参加が可能となった。但し、クリーチャーサイズに左右され、コマンド選択もできない。
メニューのキャラクターアイコンの大幅追加
ユウナ、リュック、パインのグラフィックは装備しているドレスフィアに応じて変化するので、どのドレスフィアを装備しているのかが一目で分かるようになっている。
テーマソングの変更
「real Emotion」、「1000の言葉」は英語バージョンになっている（JADEfromSWEETBOXが担当）。
一部のアイテム・装備などのパラメータ修正
特に、アクセサリー「キューソネコカミ」発動時スロウとバーサクが使用者に付くように変更された。
スフィアブレイクルールの一部変更
エントリーコインのみ倍数コンボができなくなった。
その他
オリジナル版のセーブデータからのロードが可能となった。
「キューソネコカミ」と「エンタープライズ」の入手方法が入れ替わっている。
『FINAL FANTASY VII ADVENT CHILDREN』のスペシャル映像が追加された。

### LAST MISSION
現時点ではインターナショナル版に追加されたFFXシリーズの最終作となる物語。なお、声は英語ではなく日本語が採用された。『FFX-2』の本編とはシステムが異なり、ダンジョン型RPGになっている。オリジナル版及びインターナショナル版のクリアデータをロードして始めると、それらのクリアデータで迎えた結末が反映され、ユウナ達のその後としてゲーム中に語られ、台詞内容が一部変わる。
ヴェグナガンを倒した直後にユウナ、パインはカモメ団を脱退。ユウナはビサイドで平穏な日々を過ごし、リュックはスピラ各地に飛び回り、パインは一人世界を旅していた。それから3ヵ月後、3人のもとに差出人不明の手紙が届く。
「ヤドノキへ向かえ。自分たちの力で最上階へ行けば何かが見えるだろう…」
手紙の指示通りユウナ・リュック・パインはヤドノキの塔へ向かう。手紙を出したのは誰なのか? そして最後に3人が見るものとは…。

## ファイナルファンタジーX|X-2 HDリマスター
『ファイナルファンタジーX』のPlayStation 3（PS3）・PlayStation Vita（PS VITA）向け移植リメイク版の開発は2011年9月に発表されたが、2013年3月になって『ファイナルファンタジーX-2』の移植版も同時に開発されていることが明らかになった。映像作品『FINAL FANTASY X 永遠のナギ節』、ゲーム『FINAL FANTASY X-2 LAST MISSION』もHDリマスター化され収録されることとなった。また、『ファイナルファンタジーX-2』から1年後を舞台としたスペシャルクレジットも追加された。
PS3版は1枚のディスクに2タイトルを収録、PS Vita版は個別に発売された。また、PS Vita版では『FFX HD』と『FFX-2 HD』がセットになった「FINAL FANTASY X|X-2 HD Remaster TWIN PACK」の発売、さらに特別仕様のPS Vita本体と『FFX HD』・『FFX-2 HD』が同梱されたバージョン「PlayStation®Vita FINAL FANTASY X|X-2 HD Remaster RESOLUTION BOX」も発売された。いずれも初回生産分には『ライトニング リターンズ ファイナルファンタジーXIII』で使用可能なアイテムコードが封入された。発売時期は2013年（北米）・同年12月26日（日本）・未定（他地域）。
他に2015年5月13日にはPlayStation 4版も発売、2016年5月12日からはsteamにてPC版が発売、2019年4月11日にはNintendo Switch版およびXbox One版のHDリマスターも発売された。

## その他
- 音楽は松枝賀子と江口貴勅が担当。オリジナル版と異なり、植松伸夫は参加していない。
- テーマソングは倖田來未の「real Emotion/1000の言葉」。共にOPテーマ・EDテーマに起用。海外版ではアメリカのJADE from SWEETBOXが担当、（倖田の英歌詞版も存在し、前作同様に海外版に採用されるかと思われたが未使用）。
- 本作はファイナルファンタジーシリーズの中で初めてバッドエンドといえるシーンが用意された作品である。
- インターナショナル発売時にスナック菓子メーカーとコラボレーションし、FFアートミュージアムを同梱した商品が発売された。

## 主なスタッフ
- エグゼクティブプロデューサー - 坂口博信
- ゼネラルプロデューサー - 福嶋康博
- プロデューサー - 北瀬佳範
- ディレクター - 鳥山求
- 音楽 - 松枝賀子、江口貴勅
- キャラクターデザイン - 野村哲也
- シナリオ - 野島一成、渡辺大祐
- イメージイラストレーション / タイトルロゴデザイン - 天野喜孝
- アートディレクター - 高井慎太郎

## 主題歌
OPテーマ曲「real Emotion」
作詞 - Kenn kato / 作曲 - 原一博 / 編曲 - h-wonder
EDテーマ曲「1000の言葉」
作詞 - Kazushige Nojima / 作曲 - Takahito Eguchi Noriko Matsueda / 編曲 - Takahito Eguchi/Noriko Matsueda

## 関連商品

### 書籍
『X-2 ULTIMANIA』については前者がデジキューブが発売された時の物、後者がスクウェア・エニックスから再版された時の物。
- FINAL FANTASY X-2 ULTIMANIA（ISBN 4-88787-126-0、ISBN 4-7575-1205-8）
- FINAL FANTASY X-2 ULTIMANIA Ω（ISBN 4-7575-1161-2）
- FINAL FANTASY X-2 INTERNATIONAL+LAST MISSION ULTIMANIA（ISBN 4-7575-1163-9）
- 小説FINAL FANTASY X-2.5〜永遠の代償〜（ISBN 978-4-7575-4157-3）

### 音楽
- ファイナルファンタジーX-2 オリジナルサウンドトラック
当初はCCCDとして発売されたが、廃盤となった。現在は通常のCD-DAとして発売されている。
- FINAL FANTASY X-2 Vocal Collection YUNA / YUNA Voice By Mayuko Aoki（2003年7月16日）オリコン21位
  - CD
    1. 君へ。 [5:03]
作詞：Daisuke Watanabe / 作曲・編曲：Noriko Matsueda&Takahito Eguchi
    2. Morning glow [4:28]
作詞：Yukiko Ito / 作曲・編曲：Noriko Matsueda&Takahito Eguchi
    3. 君へ。 (Instrumental) [5:03]
    4. Morning glow (Instrumental) [4:25]

  - DVD
    1. .君へ。
    2. 青木麻由子インタビュー
    3. FINAL FANTASY 10-2 SPECIAL MOVIE 〜YUNA Version〜
- FINAL FANTASY X-2 Vocal Collection RIKKU / RIKKU Voice By Marika Matsumoto（2003年7月16日）オリコン25位
  - CD
    1. はだしの軌跡 [3:54]
作詞：Daisuke Watanabe / 作曲・編曲：Noriko Matsueda&Takahito Eguchi
    2. Without you [4:13]
作詞：Noelle / 作曲・編曲：Noriko Matsueda&Takahito Eguchi
    3. はだしの軌跡 (Instrumental) [3:54]
    4. Without you (Instrumental) [4:10]

  - DVD
    1. はだしの軌跡
    2. 松本まりかインタビュー
    3. FINALE FANTASY 10-2 SPECIAL MOVIE 〜RIKKU Version〜
- FINAL FANTASY X-2 Vocal Collection PAINE / PAINE Voice By Megumi Toyoguchi（2003年7月16日）オリコン30位
  1. 眠る想い... [3:23]
作詞：Daisuke Watanabe / 作曲・編曲：Noriko Matsueda&Takahito Eguchi
  2. Misty Eyed [4:48]
作詞：Noelle / 作曲・編曲：Noriko Matsueda&Takahito Eguchi
  3. 眠る想い... (Instrumental) [3:23]
  4. Misty Eyed (Instrumental) [4:45]

  - DVD
    1. 眠る想い...
    2. 豊口めぐみインタビュー
    3. FINAL FANTASY 10-2 SPECIAL MOVIE 〜PAINE version〜